# Lohndynamik
Lohndynamik bezieht sich auf die Veränderungen und Schwankungen der Löhne und Gehälter im Zeitverlauf. Es beschreibt die Veränderungen der Lohnhöhe und -struktur, die Häufigkeit und Intensität von Gehaltserhöhungen, die Verteilung der Löhne in der Belegschaft sowie die Beziehung zwischen Löhnen und anderen wirtschaftlichen Faktoren wie Bildung, Berufserfahrung und Geschlecht auf die Löhne und die Auswirkungen auf Inflation, Arbeitslosigkeit und Produktivität. Auch Faktoren wie Globalisierung, technologischer Wandel und demografischer Wandel üben einen Einfluss auf die Löhne aus. Faktoren wie Bildung, Berufserfahrung und Geschlecht können helfen, Lohnungleichheit zu verringern. Die sogenannte Phillips-Kurve postuliert einen Zusammenhang zwischen Lohndynamik und Arbeitslosigkeit. Demnach gibt es eine inverse Beziehung zwischen der Lohninflation und der Arbeitslosenquote. Das bedeutet, dass eine höhere Lohndynamik in der Regel mit einer niedrigeren Arbeitslosenquote einhergeht und umgekehrt. Steigende Löhne können sich positiv auf die Nachfrage und das Wirtschaftswachstum auswirken, aber auch zu höheren Preisen und möglicherweise zu höherer Inflation und wachsender Ungleichheit beitragen, wie Untersuchungen in den USA zeigen. Insgesamt ist die Lohndynamik ein komplexes Phänomen, das von verschiedenen Faktoren beeinflusst wird und verschiedene Auswirkungen haben kann.

## Überblick
1. Zwischen dem nominalen und dem reale Lohn besteht ein Unterschied. Letzterer ist um die Inflation bereinigt. Der reale Lohn zeigt damit die Kaufkraft.
2. Die Lohndynamik kann auf verschiedene Weise gemessen werden. Eine Möglichkeit besteht darin, die Veränderung des durchschnittlichen nominalen oder realen Lohns im Zeitverlauf zu verfolgen. Eine andere Möglichkeit besteht darin, die Häufigkeit und Intensität von Gehaltserhöhungen oder die Verteilung der Löhne in der Belegschaft zu betrachten.
3. Die Lohndynamik wird von einer Vielzahl von Faktoren beeinflusst, darunter die Produktivität der Arbeitnehmer, die Nachfrage nach Arbeitskräften, die Inflation, die Arbeitslosenquote und die Wirtschaftspolitik.
4. Was sind die Auswirkungen von hoher Lohndynamik? Eine hohe Lohndynamik kann zu höherer Kaufkraft, höherem Wirtschaftswachstum und höherer Nachfrage führen. Es kann jedoch auch zu höheren Preisen und möglicherweise zu höherer Inflation beitragen.
5. Die Lohndynamik steht in engem Kontext zur Motivation und Produktivität der Mitarbeiter. Gesamtgesellschaftlich verstärken sie den Lohndruck, kurbeln das Wachstum an und bergen ein Inflationsrisiko. In der Konsequenz heißt das, dass das Wachstum auf Kosten der Umwelt zunimmt. Regierungen können durch Politikmaßnahmen wie Mindestlohnerhöhungen, Steuersenkungen oder Investitionen in Bildung und Ausbildung die Lohndynamik beeinflussen.[5]

## Problematik
Die Problematik der Lohndynamik liegt in der Inflationsgefahr. Wenn Arbeitnehmer Löhne und Gehälter durchsetzen können, die über der Produktivität liegen, kann dies die Inflation ankurbeln. Die Lohndynamik kann dazu beitragen, die Einkommensungleichheit zu verringern oder zu erhöhen, wenn die Löhne nicht mit der Inflation Schritt halten können oder wenn höhere Löhne nur an eine kleine Gruppe von Arbeitnehmern vergeben werden, während die meisten Arbeitnehmer stagnierende oder sinkende Löhne haben. Wenn jedoch die Lohndynamik schneller steigt als die Produktivität, kann dies zu höheren Kosten für Unternehmen und höheren Preisen führen, was wiederum die Inflation ankurbeln kann. Die Unternehmen sind geneigt, die Steigerung der Arbeitskosten durch Preissteigerungen, arbeitssparende Techniken und Freisetzungen zu kompensieren. Hohe Arbeitslosigkeit kann die Lohndynamik senken, da Arbeitgeber weniger Anreize haben, höhere Löhne zu zahlen, wenn es viele Bewerber für offene Stellen gibt. Wenn die Produktivität der Arbeitnehmer steigt, können höhere Löhne gerechtfertigt sein. Rationalisierungsinvestitionen lösen i. d. R. Kapazitätssteigerungen aus und sind der Motor der Wirtschaftsentwicklung. Diese Herausforderungen können sich auf die Lebensqualität von Arbeitnehmern, das Wirtschaftswachstum, die soziale Gerechtigkeit und die Umweltbelastungen auswirken. Wenn die Löhne stärker wachsen als die Produktivität, können die Beschäftigten Verteilungserfolge zulasten der Arbeitgeberseite erzielen, was Verteilungskämpfe anfacht, Rationalisierungsinvestitionen auslöst oder zu politischen Gegenmaßnahmen führt. Dies war Anfang der 1970er-Jahre der Fall als nach Arbeitskämpfen Lohnerhöhungen im zweistelligen Bereich durchgesetzt werden konnten. Die weltweite Protestbewegung und die Solidarisierung von Studenten und Arbeitern, aber auch Frauen spielten bei den Arbeitskämpfen weltweit eine wichtige Rolle, wie z. B. bei Ford in Köln. Im Gefolge der Ölpreiskrisen 1973 und 1979 kam es zu einem Rückgang der Löhne und Gehälter, zu einem Rückgang der Kaufkraft und zu einer Verlangsamung der Inflation. Der mit der Phillipskurve angedeutete Anpassungsprozess lässt sich bezweifeln, denn die NAIRU, die Arbeitslosenquote, welche gewährleistet, dass sich die Inflation nicht beschleunigt, in der Zeit seit 1973 im OECD-Raum nicht gesunken, sondern gestiegen ist. Einzelne marxistisch inspirierte Autoren haben das Phänomen der Lohnexplosion empirisch untersucht. Besonders hervorzuheben ist eine Reihe italienischer Arbeiten, die im Rahmen theoretischer Untersuchungen wohl als erste das Phänomen der Lohnexplosion identifizierten und dann in seiner Entwicklung nachzuzeichnen versuchten. Mit anderen Worten: Die marxistische Theorie tut sich nicht weniger schwer als die neoklassische oder die keynesianische, den Zusammenhang von Lohndynamik und Arbeitslosigkeit in der gegenwärtigen historischen Konstellation zu begreifen.